# Lepenac (Czarnogóra)
Lepenac (cyr. Лепенац) – wieś w Czarnogórze, w gminie Mojkovac. W 2011 roku liczyła 381 mieszkańców.